# Перламутровка полярная
Перламутровка полярная (Boloria polaris) — вид бабочек из семейства нимфалид (Nymphalidae). Длина переднего крыла 16—23 мм. Размах крыльев 32—38 мм.

## Этимология названия
Polaris (с латинского) — полярный.

## Ареал
Арктические области Голарктики: север Северной Америки, Гренландия, зональные тундры Евразии от Скандинавии до Чукотки и острова Врангеля. Встречается в тундрах и горных массивах Восточной Норвегии и Кольского полуострова. В Хибинах — в долине реки Кукисвум, в окрестностях городов Кировск и Килп-Явра. Восточнее вид встречается на севере полуострова Канин, острове Колгуев, Южном острове архипелага Новая Земля, Полярном Урале.
Бабочки населяют луговинные и мохово-кустарничковые тундры, в гористой местности встречаются в каменисто-лишайниковых тундрах по платообразным вершинам гор.

## Биология
Для вида характерно двухгодичное развитие. Время лёта бабочек в конце июня — середине июля. Бабочки, обитающие в горных тундрах, обычно держатся у скалистых участков. На луговинных тундрах часто питаются на астрагалах (Astragalus), багульнике (Ledum), дриаде (Dryas). Самки откладывают яйца одиночно либо же группами до 20 штук на кормовые растения гусениц. Стадия яйца длится чуть более двух недель. Гусеницы питаются на цветах и листьях. Зимуют под камнями или мхом дважды: после вылупления и будучи в четвёртом возрасте. Перед первой зимовкой гусеницы не питаются. Кормовые растения гусениц: Dryas octopetala, черника, голубика, Vaccinium sp.